# ひかわきょうこ
ひかわ きょうこ（1957年〈昭和32年〉2月15日 - ）は、日本の漫画家。大阪府堺市出身。血液型はA型。
1979年、『LaLa』（白泉社）に掲載された「秋風ゆれて」でデビュー。同年、白泉社デビュー賞を受賞する。以後、同誌に作品を発表。
2004年、「彼方から」で第35回星雲賞コミック部門を受賞。2011年から2016年まで『MELODY』（白泉社）で「お伽もよう綾にしき ふたたび」を連載。同『MELODY』2017年2月号より「魔法にかかった新学期」を連載し、2022年2月号で最終回を迎えた。

## 略歴
- 1979年 - 「秋風ゆれて」（『LaLa』2月大増刊号）でデビュー。
- 1991年 - 『LaLa』11月号から「彼方から」の連載を開始。
- 2004年 - 「彼方から」で第35回星雲賞コミック部門を受賞。『LaLa』2005年2月号から「お伽もよう綾にしき」の連載を開始。
- 2006年 - 「お伽もよう綾にしき」の連載が『MELODY』に変わる。
- 2016年 - 『MELODY』2017年2月号から「魔法にかかった新学期」の連載を開始[3]。

## 作品リスト

### 花とゆめコミックス版
以下は白泉社出版の花とゆめコミックスの掲載リスト。作品名の隣は初出の年。
- 星のハーモニー（1980年）
  - 星のハーモニー（1979年 和田君とゆきこのシリーズ1）
  - 冬の空と雪の白（1980年 和田君とゆきこのシリーズ2）
  - 虹色に雨粒（1979年 杉掛君とまゆ子のシリーズ1）
  - いじけちゃった白雪姫（1979年 杉掛君とまゆ子のシリーズ2）
  - 落葉・みのむし・おじゃま虫（1979年 杉掛君とまゆ子のシリーズ3）
  - たんぽぽ・ひとりごと（1980年 杉掛君とまゆ子のシリーズ4）
- 春を待つころ（1980年）
  - 秋風ゆれて（1979年 千津美と藤臣君のシリーズ1）
  - 春のひとかけら（1979年 千津美と藤臣君のシリーズ2）
  - トライアングル・トラブル（1979年 千津美と藤臣君のシリーズ3）
  - 春を待つころ（1980年 千津美と藤臣君のシリーズ4）
  - パラソル・エッセイ（1980年 千津美と藤臣君のシリーズ5）
  - エイプリル・マジック（1980年）
- 白い窓の向こう側（1980年 - 1981年・全2巻）
  - 白い窓の向こう側（1980年 - 1981年）
  - それからどーしたストーリー（1981年 「白い窓の向こう側」番外編）
  - 魔法にかかった夏休み（1981年）
- ちょっとフライデイ（1982年）
  - ちょっとフライデイ（1981年）
  - P・M-ドリーム（1982年）
- パステル気分（1982年）
  - スイートカラーの風の中（1981年 千津美と藤臣君のシリーズ6）
  - パステル気分（1982年 千津美と藤臣君のシリーズ7）
  - 銀杏並木から（1981年 千津美と藤臣君のシリーズ番外編）
  - なんということはない話 ※描き下ろし・文庫本未掲載
- 荒野の天使ども（1983年 - 1984年・全3巻）
  - 荒野の天使ども（1983年 - 1984年）
  - 第1巻掲載
    - なんということはない話Part.2 ※描き下ろし・文庫版未掲載

  - 第2巻掲載
    - なんということはない話Part.3 ※描き下ろし・文庫版未掲載

  - 第3巻掲載
    - 新緑だより（1982年 杉掛君とまゆ子のシリーズ5）※文庫版未掲載
    - 雪のスクリーン（1983年）※文庫版未掲載

  - なんということはない話Part.4 ※描き下ろし・文庫版未掲載
- 銀色絵本（1985年）
  - 銀色絵本（1984年 - 1985年 千津美と藤臣君のシリーズ8）
- 時間をとめて待っていて（1985年 - 1988年・全3巻）
  - 時間をとめて待っていて（1985年 - 1988年）
  - 第2巻掲載
    - 私の銀河鉄道（1984年 和田君とゆきこのシリーズ3）
- それなりにロマンチック（1990年）
  - それなりにロマンチック（1989年）
  - ミリアム13（1989年）
- 女の子は余裕!（1990年）
  - 女の子は余裕!（1990年）
  - 男の子も余裕!（1990年 「女の子は余裕!」の続編）
  - 羊たちのマーチ（1985年）
- 彼方から（1991年 - 2003年・全14巻）
  - 彼方から（1991年 - 2002年）
  - 第3巻掲載
    - また明日!（1991年）「女の子は余裕!」「男の子も余裕!」の続編）
    - 作者のページ（1992年）※文庫版未掲載

  - 第5巻掲載
    - 風語り 彼方から特別編（1995年 「彼方から」アナザーエピソード1）

  - 第8巻掲載
    - 彼方から 祭の日（1997年 「彼方から」アナザーエピソード2）

  - 第9巻掲載
    - 彼方から 緑光る小道（1998年 「彼方から」アナザーエピソード3）

  - 第14巻掲載
    - エピローグ（2003年）

  - 典子のミニ日記 ※描き下ろし
- お伽もよう綾にしき（2005年 - 2008年、全5巻）
  - お伽もよう綾にしき（2004年 - 2008年）
  - 第1巻掲載
    - なんでおじゃる様みたいなのが出てきたかっつーと ※描き下ろし

  - 第2巻掲載
    - なんでこんな話を描こうかと思ったかっつーと ※描き下ろし

  - 第3巻掲載
    - なんですずと新九郎が仮の親子という設定になったかっつーと ※描き下ろし

  - 第4巻掲載
    - ちょっと前回の続きを描いてみる。 ※描き下ろし
- お伽もよう綾にしき ふたたび（2009年 - 2016年、全6巻）
  - お伽もよう綾にしき ふたたび（2009年 - 2016年）
  - 第1巻掲載
    - 日本の歴史を調べよう!! ※描き下ろし

  - 第2巻掲載
    - あほなことを 考えてみた。 ※描き下ろし
- 魔法にかかった新学期（2017年 - 2022年、全5巻）
  - 魔法にかかった新学期（2016年[3] - 2021年[4]）
  - 第1巻掲載
    - 食（2014年）

  - 第2巻掲載
    - 埋め埋めのページ ※描き下ろし

### 白泉社文庫版
以下は白泉社出版の白泉社文庫の掲載リスト。
- 荒野の天使ども（1997年・全2巻）
  - 荒野の天使ども
- 時間をとめて待っていて（1997年・全3巻）
  - 時間をとめて待っていて
  - 第3巻掲載
    - それなりにロマンチック
    - ミリアム13
- 春を待つころ（2000年）
  - 秋風ゆれて
  - 春のひとかけら
  - トライアングル・トラブル
  - 春を待つころ
  - パラソル・エッセイ
  - スイートカラーの風の中
  - エイプリル・マジック
- 銀色絵本（2000年）
  - パステル気分
  - 銀杏並木から
  - 銀色絵本
- 星のハーモニー（2002年）
  - 星のハーモニー
  - 冬の空と雪の白
  - 虹色に雨粒
  - いじけちゃった白雪姫
  - 落葉・みのむし・おじゃま虫
  - たんぽぽ・ひとりごと
  - 魔法にかかった夏休み
  - P・M-ドリーム
  - 羊たちのマーチ
- 白い窓の向こう側（2003年）
  - 白い窓の向こう側
  - それからどーしたストーリー
- 女の子は余裕!（2003年）
  - 女の子は余裕!
  - 男の子も余裕!
  - また明日!
  - ちょっとフライデイ
- 彼方から（2004年 - 2005年・全7巻）
  - 彼方から
  - 第7巻掲載
    - エピローグ
    - 典子のミニ日記
- お伽もよう綾にしき（2015年・全3巻）
  - お伽もよう綾にしき
  - 第3巻掲載
    - わたしの銀河鉄道